# Modène (pigeon)
Le Modène (Modena) est une race ancienne de pigeon domestique originaire des environs de Modène, de forme poule. Elle est issue de longues sélections avec le pigeon biset comme ancêtre.

## Origine
Cette race fort ancienne est issue des environs de Modène, en Italie. Le modène allemand a été sélectionné à partir du XVIIIe siècle à partir de cette race.

## Description
Le modène présente de nombreux coloris de plumage, surtout en deux variétés : la variété « gazzi » et la variété « schietti ». La première est pie avec des marques de couleur sur la tête et une partie de la gorge, les ailes et la queue, le reste étant blanc. La  seconde n'est pas pie. Bonizzi écrit en 1953 dans son ouvrage Colombi domestici e la colombicultura qu'il existe 152 coloris. D'après Joachim Schütte, il en existe plus de 200 et il ajoute une troisième variété « magnani », tricolore, quadricolore ou couleur amande. 

## Galerie de photos

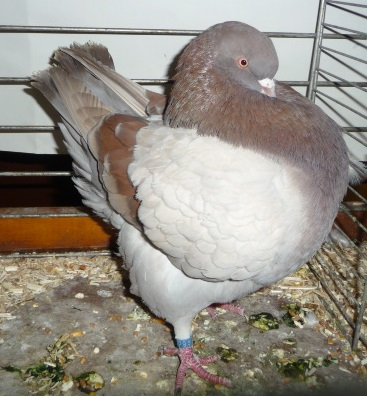
Modène Schietti fauve barré
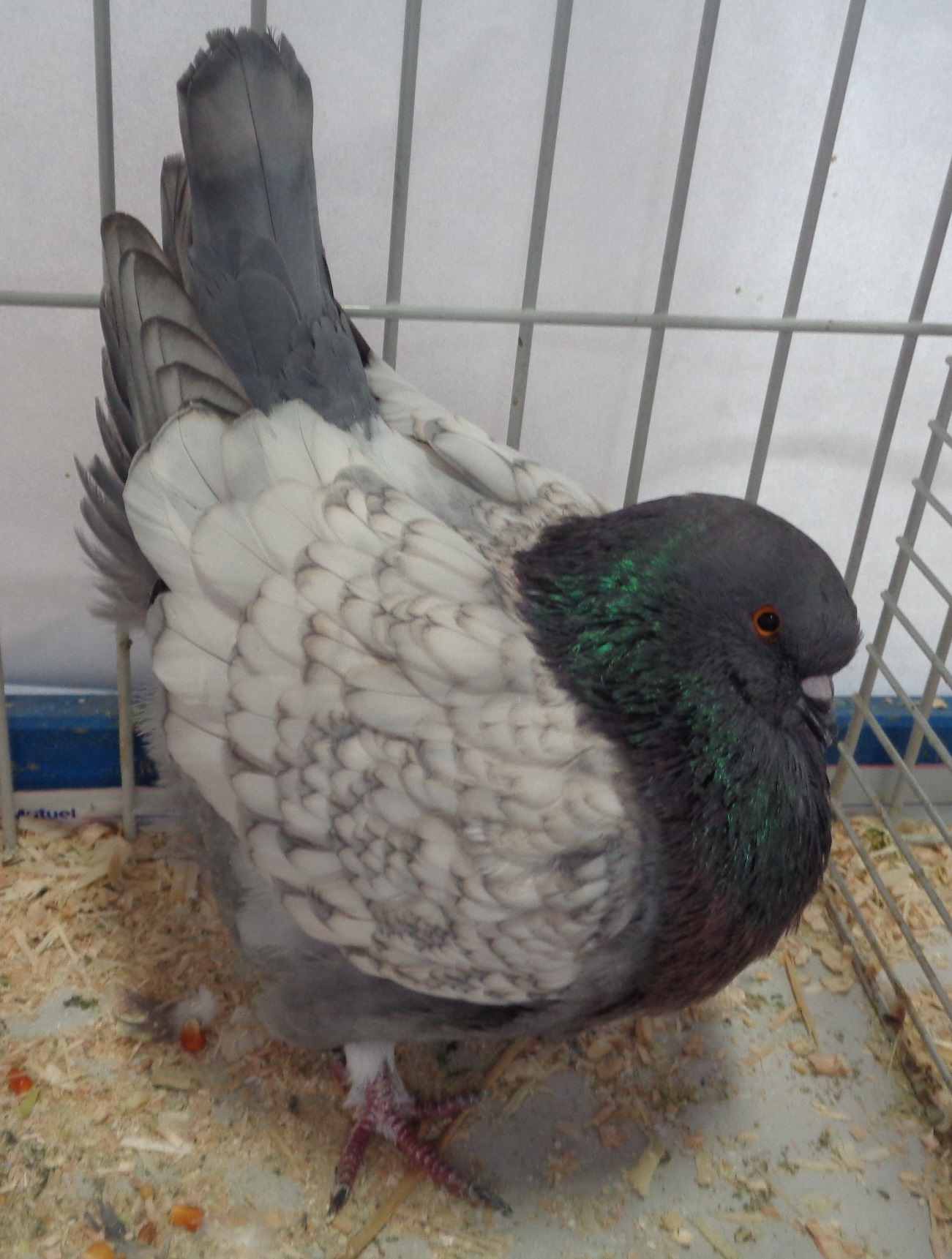
Modène Schietti opale maillé blanc
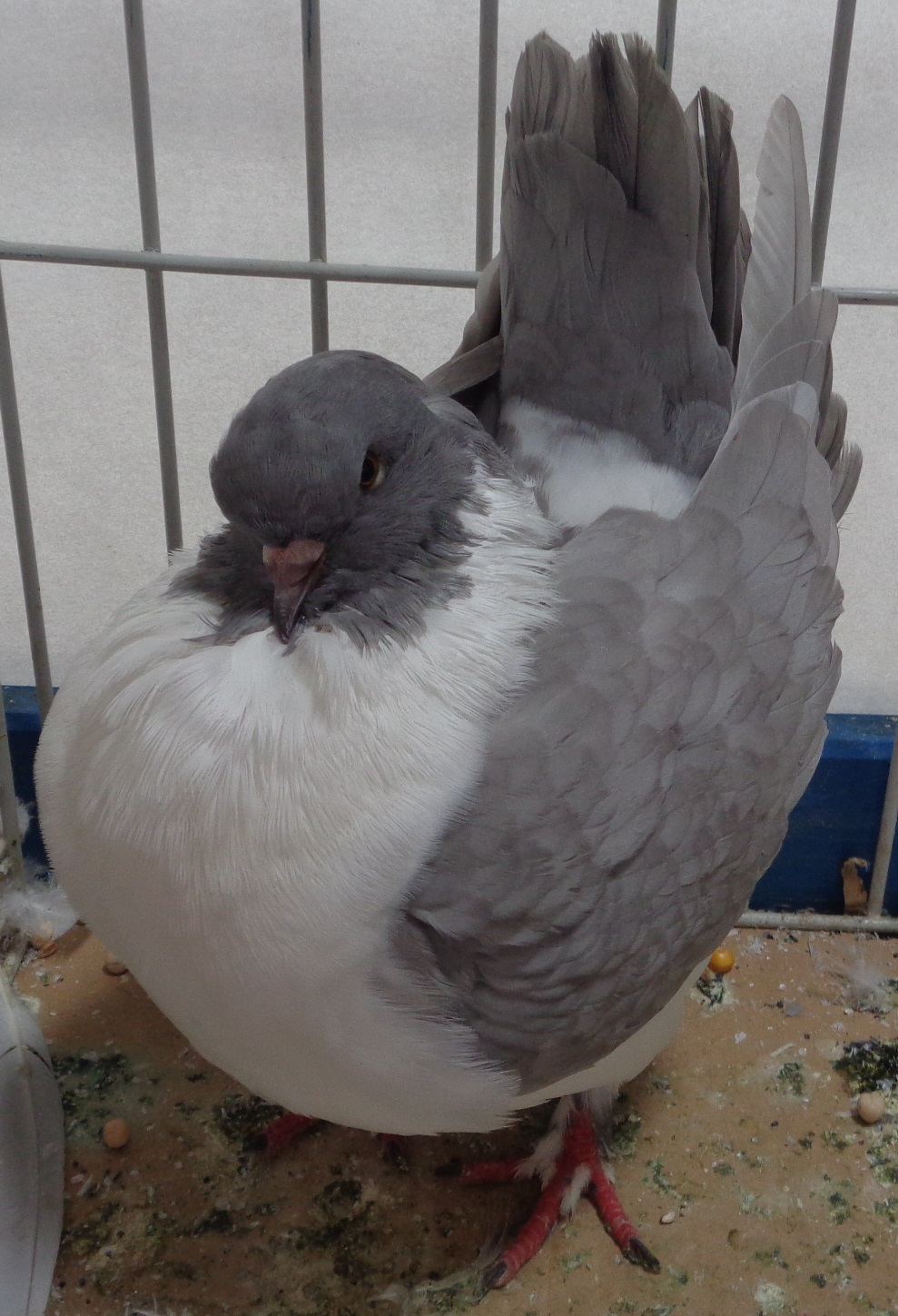
Modène Gazzi lavande
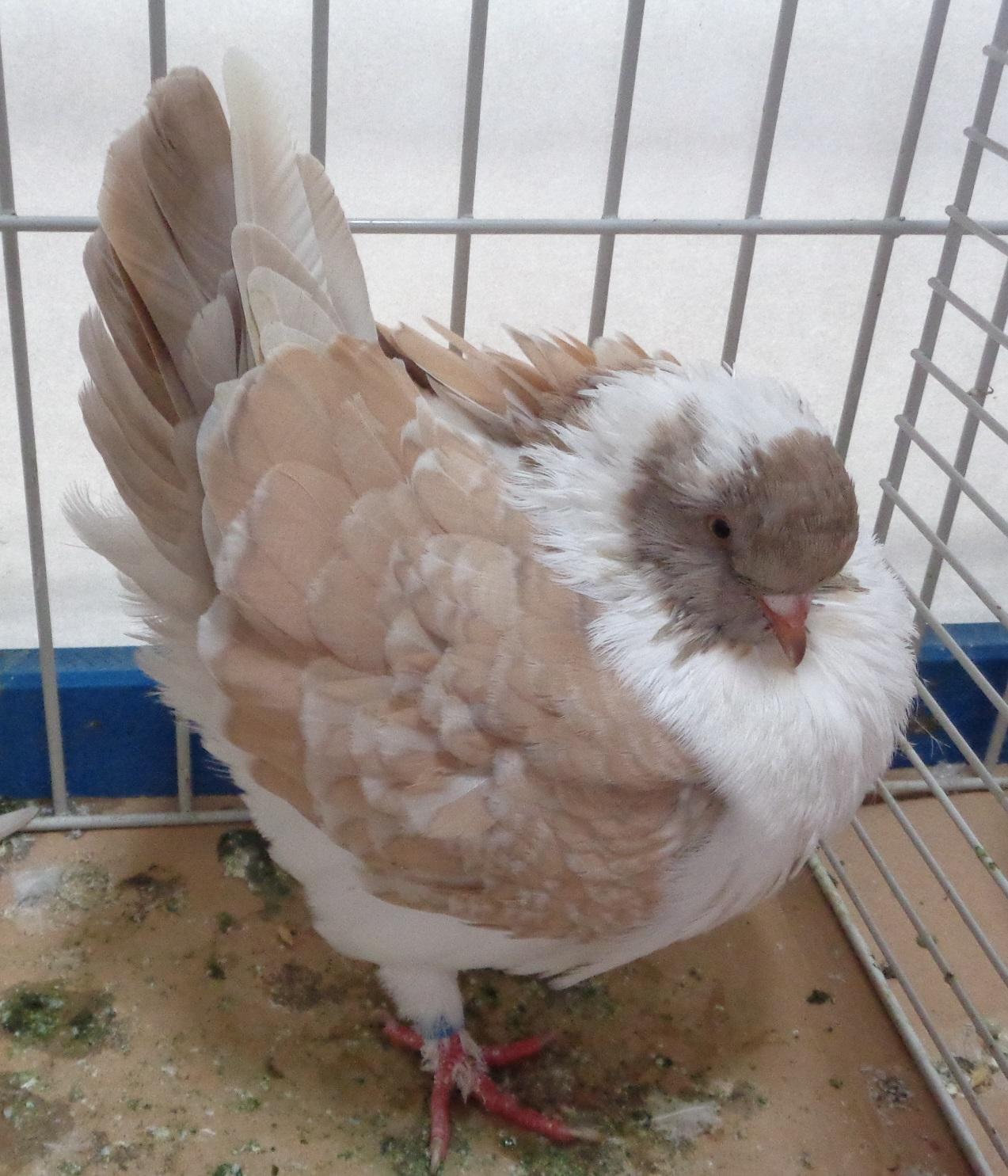
Modène Gazzi isabelle maillé
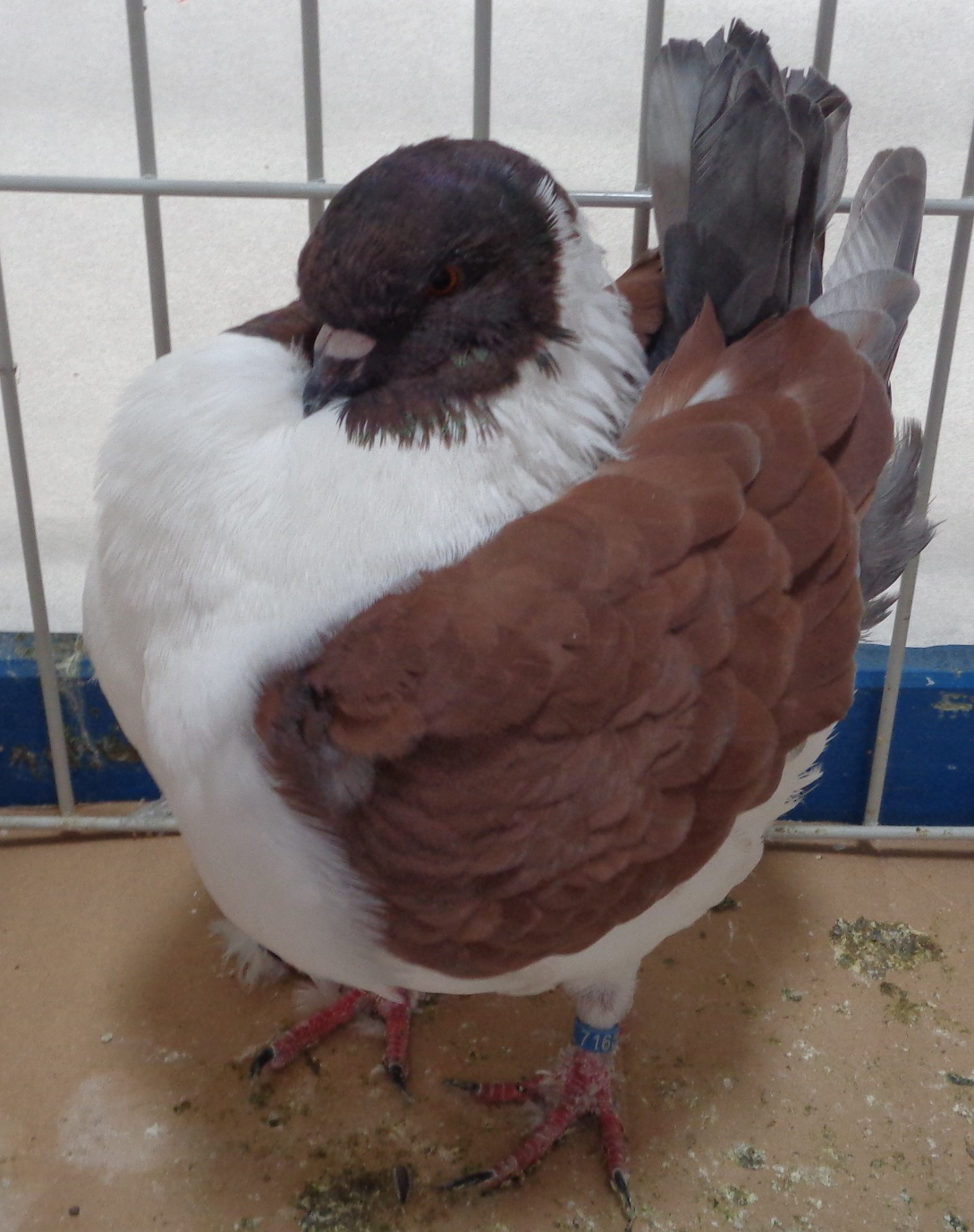
Modène Gazzi indigo à manteau bronze uni
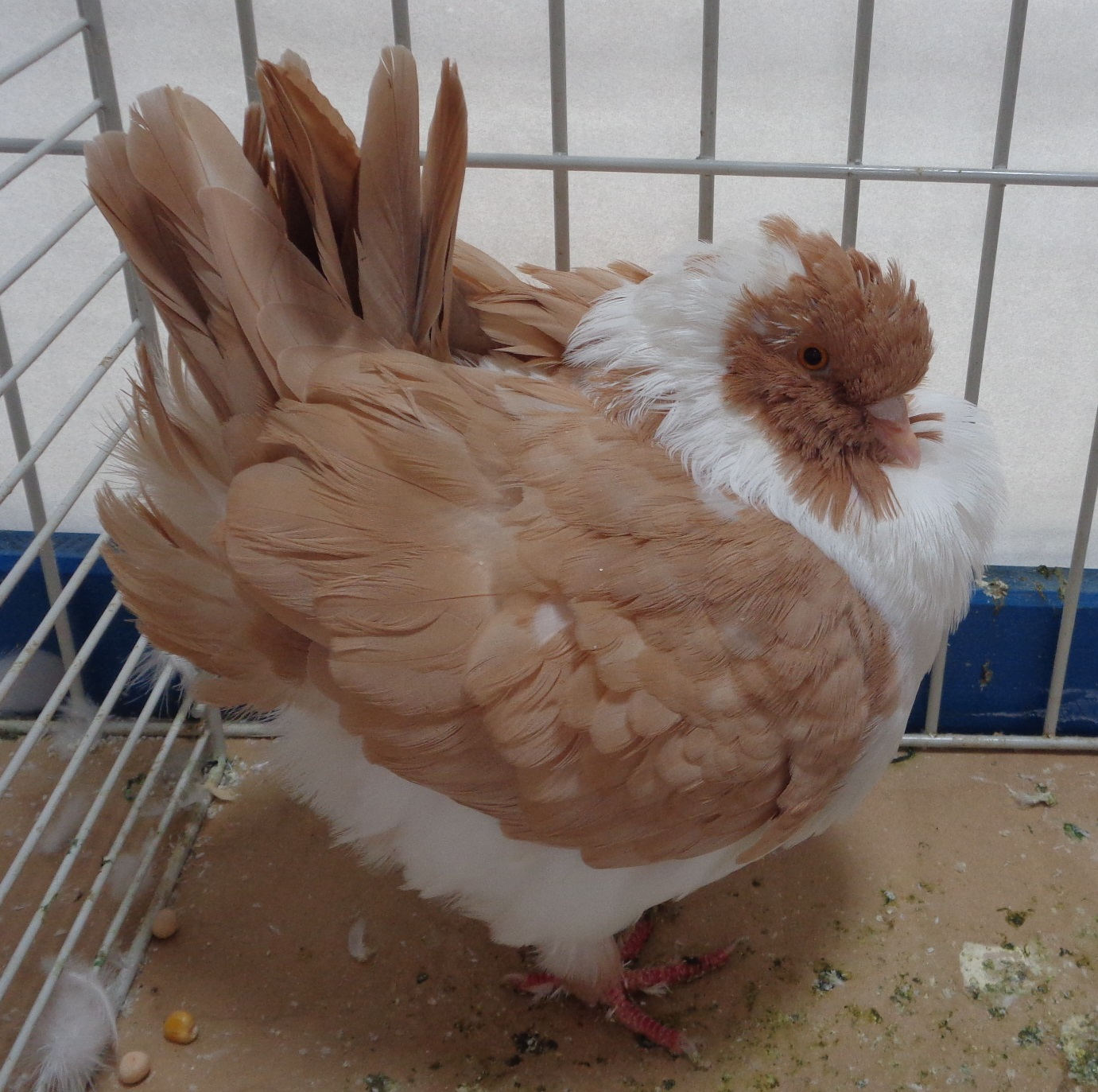
Modène Gazzi jaune
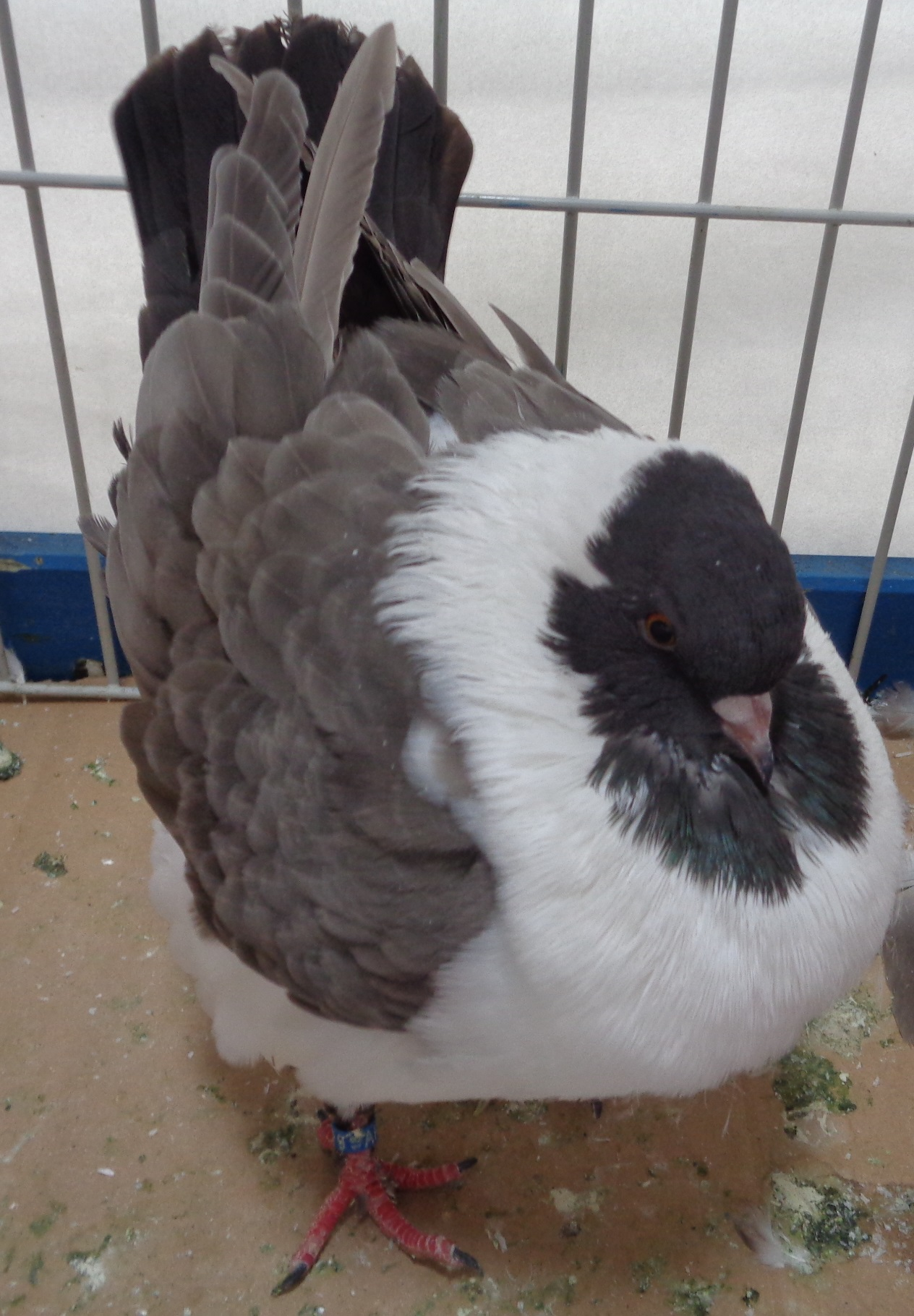
Modène Gazzi dun
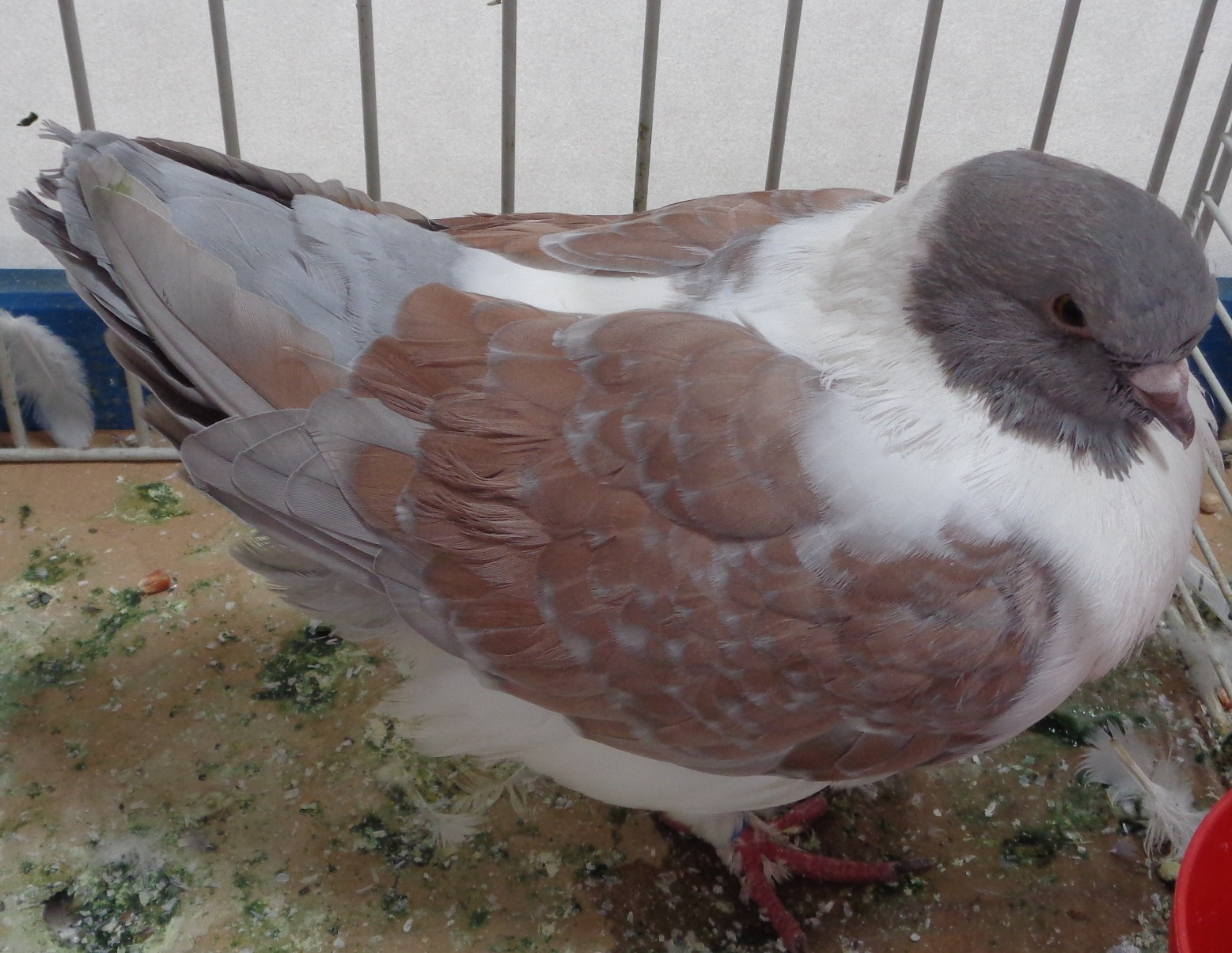
Modène Gazzi milky maillé rouge
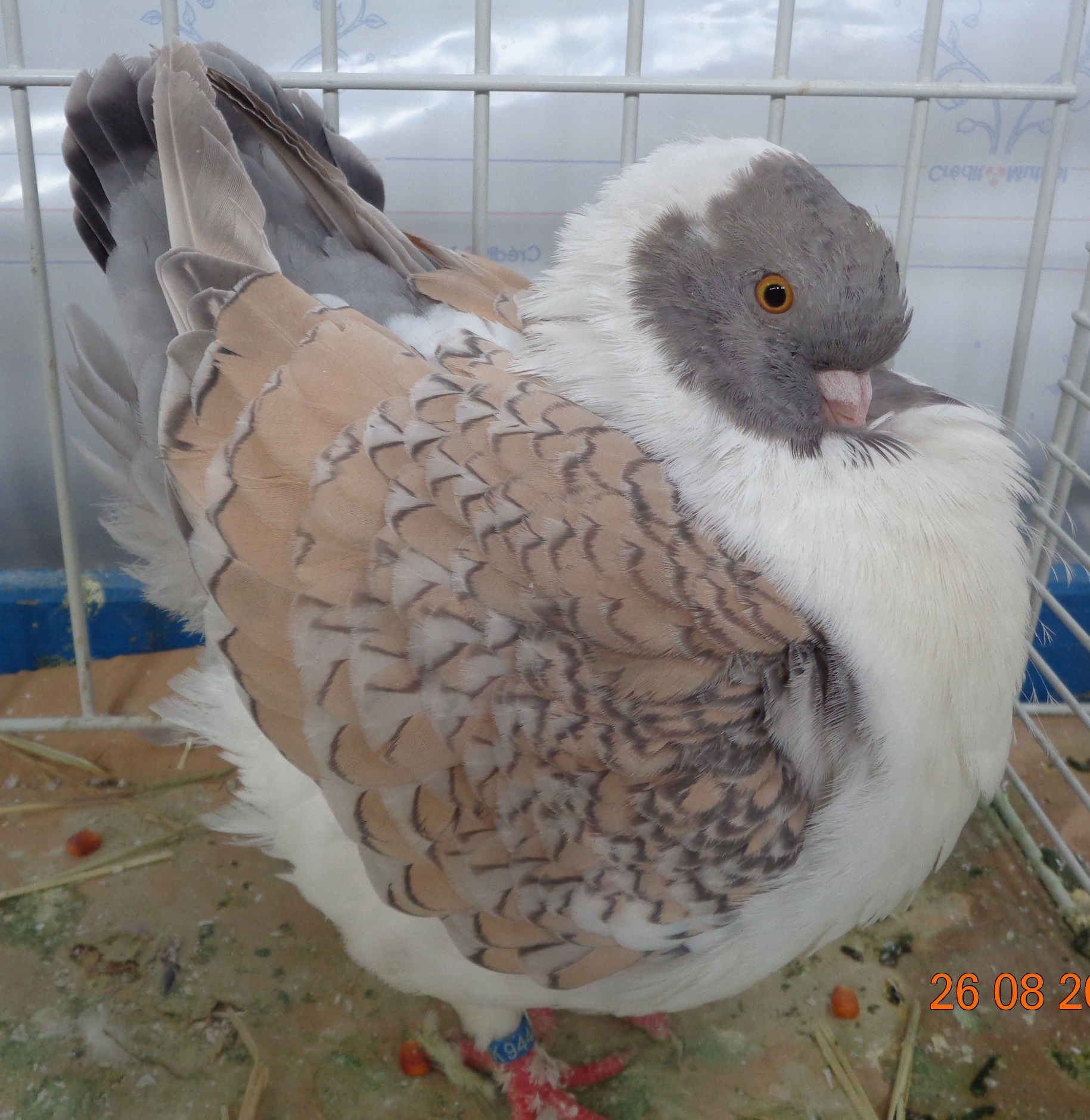
Modène Gazzi argenté maillé jaune
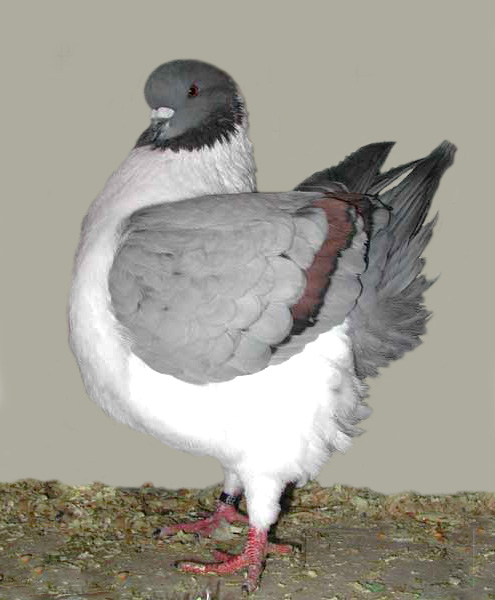
Modène Gazzi bleu barré rouge